# 2025년 동계 아시안 게임 바레인 선수단
2025년 동계 아시안 게임 바레인 선수단은 2025년 2월 7일부터 14일까지 중화인민공화국 하얼빈시에서 열리는 2025년 동계 아시안 게임에 참가하는 바레인 소속 선수단이다. 바레인은 지난 2017년 대회에는 불참했다가 이번 대회에 복귀했다.

## 선수단
아래 표는 종목별, 성별 부탄 대표단 선수 수이다.
| 종목       | 남자 | 여자 | 총합 |
| ---------- | ---- | ---- | ---- |
| 아이스하키 | 18   | 0    | 18   |
| 총합       | 18   | 0    | 18   |

## 종목별 성적

### 아이스하키
남자
바레인은 아이스하키 종목에서 남자 18명이 참여한다.

#### 남자
바레인은 남자 아이스하키 대표팀을 출전시켰다. 바레인 팀은 원래 대회 출전 자격이 없었으나, 최종 일정의 변동으로 14개 참가국 중 한 국가로 이름을 올렸다.
바레인 아이스하키팀 대표팀 선수 18명 목록은 아래와 같다.
- 압둘라 알라드합
- 모하메드 알라트위
- 라셰드 알바리
- 마제드 알리 알리
- 압둘라 알마르주키
- 압둘라 알무타와
- 라셰드 알무틀라크
- 유시프 알살라
- 살만 알타와디
- 사메흐 헤가지
- 압둘라티프 헤즈레스
- 암마르 후사인
- 압둘라 자나히
- 아흐메드 마사우드
- 압둘라 사예르
- S.R.M.A. 술라이베흐
- 압둘라 투르키
- 압둘라흐만 투르키

토너먼트

## 같이 보기
- 2024년 하계 올림픽 바레인 선수단